# Майкъл Морпурго
Сър Майкъл Морпурго (на английски: Michael Morpurgo) е британски (от смесен етнически произход) поет, драматург, либретист и писател на произведения в жанра детска литература, драма, исторически роман и фентъзи.

## Биография и творчество
Майкъл Морпурго, с рождено име Майкъл Андрю Бридж, е роден на 5 октомври 1943 г. в Сейнт Олбанс, Хартфордшър, Англия. Син е на актьора Тони Ван Бродж и на актрисата Катрин Кипе (дъщеря на драматург от Белгия). В семейството са 6 деца. Баща му участва във Втората световна война, а семейството му е евакуирано в Нортъмбърланд. По време на войната майка му среща бъдещия си съпруг Джак Морпурго, ражда бъдещия писател Майкъл (1943), но се жени за Морпурго чак през 1963 г. Впоследствие Майкъл добавя фамилията Морпурго на втория съпруг на майка си. Отраства на различни места в Англия и учи в интернати. Учи за кратко в Кралската военна академия Сандхърст.
През 1963 г. се жени за Клеър Алън, дъщеря на основателя на издателство „Пингуин Букс“ Алън Лейн, с която имат три деца.
През 1967 г. завършва Кингс Колидж с бакалавърска степен. След дипломирането си, в периода 1967 – 1975 г. работи като начален учител в Кент. Като учител започва да пише истории за деца. През 1975 г. напуска училището и през 1976 г. заедно със съпругата си основават т.нар. „ферми за градски деца“ в Девън (1976), Уелс (1989) и Глочестършър (1998), отворени за деца от градските училища, които идват да живеят и работят с животните в продължение на седмица. За дейността си за младежта в тази сфера в продължение на 25 години, през 1999 г. му е присъдено отличието „Кавалер на Ордена на Британската империя“.
През 1974 г. е издаден първият му сборник с разкази „It Never Rained“, през 1975 г. е издадена първата му книжка с картинки „Thatcher Jones“, и същата година е публикуван първият му роман „Long Way Home“.
През 1982 г. е издаден историческият му роман „Боен кон“ от едноименната поредица. Младият Алберт се стреми да служи в Първата световна война, след като любимия му кон е продаден на кавалерията. Пътят му го отвежда от Англия до първите линии на войната. През 2011 г. романът е екранизиран от Стивън Спилбърг в едноименния филм с участието на Джеръми Ървин, Емили Уотсън и Дейвид Тюлис.
За литературната си дейност е удостоен с отличието Офицер на Ордена на Британската империя през 2006 г., а през 2018 г. като Рицар на Ордена на Британската империя. През 2004 г. става член на Кралското дружество по литература. През 2013 г. получава почетната степен „доктор хонорис кауза“ от „Епископ Гросесте“.
Майкъл Морпурго живее със семейството си в Уинкли, Девън, и на островите Сили, където се развиват историите на част от книгите му.

## Произведения

### Самостоятелни романи
- Long Way Home (1975)
- Friend or Foe (1977)
- Nine Lives of Montezuma (1980)
- Miss Wirtles Revenge (1981)
- Twist of Gold (1983)
- Little Foxes (1984)
- Why the Whales Came (1985)
- Tom's Sausage Lion (1986)
- King of the Cloud Forests (1987)
- Mossop's Last Chance (1988)
- My Friend Walter (1988)
- Mr. Nobody's Eyes (1989)
- Waiting for Anya (1990)
- The Sandman and the Turtles (1991)
- The War of Jenkins' Ear (1993)
- The Dancing Bear (1994)
- Arthur, High King of Britain (1994)
- The Wreck of the Zanzibar (1995)
Костенурката Занзибар, изд.: Фют, София (2015), прев. Екатерина Митренцева
- The Butterfly Lion (1996)
Пеперуденият лъв, изд.: Фют, София (2013), прев. Екатерина Митренцева
- The Ghost of Grania O'Malley (1996)
- Robin of Sherwood (1996)
- Gullivers Travels (1997)
- Arthur, High King of Britain – Excalibur (1998)
- Camelot: The Last Days (1998)
- Red Eyes at Night (1998)
- Escape from Shangri-La (1998)
- Wartman (1998)
- Joan of Arc (1998)
- Kensuke's Kingdom (1999)
Царството на Кенсуке, изд.: Фют, София (2015), прев. Екатерина Митренцева
- Black Queen (2000)
- Dear Olly (2000)
- Billy the Kid (2000)
- Out of the Ashes (2001)
Дневникът на Беки, изд.: Фют, София (2016), прев. Екатерина Митренцева
- Toro! Toro! (2001)
Черният призрак, изд.: Фют, София (2014), прев. Екатерина Митренцева
- Private Peaceful (2001) – награда на писателската гилдия и награда „Блу Питър“
Историята на редник Пийсфул, изд.: Фют, София (2016), прев. Екатерина Митренцева
- The Last Wolf (2002)
- The Sleeping Sword (2002)
- Mr Skip (2002)
- Cool! (2002)
Супер!, изд.: Фют, София (2014), прев. Екатерина Митренцева
- Cool as a Cucumber (2003)
- Sir Gawain and the Green Knight (2004)
- The Amazing Story of Adolphus Tips (2005)
Невероятната история на Адолфус Типс, изд.: Фют, София (2015), прев. Екатерина Митренцева
- I Believe in Unicorns (2005)
Вярвам в еднорози!, изд.: Фют, София (2016), прев. Екатерина Митренцева
- Born to Run (2006) – издеден и като „Best Mates“
- Alone on a Wide Wide Sea (2006)
- Beowulf (2006)
- The Mozart Question (2007)
Въпросът за Моцарт, изд.: Фют, София (2016), прев. Екатерина Митренцева
- Kaspar (2008) – издеден и като „The Titanic Cat“
Каспар, котешкият принц, изд.: Фют, София (2011), прев. Мария Пипева
- Running Wild (2009)
- An Elephant in the Garden (2010)
Слон в градината, изд.: Фют, София (2013), прев. Мария Пипева
- Not Bad for a Bad Lad (2010)
- Shadow (2010)
Сянка, изд.: Фют, София (2012), прев. Мария Пипева
- Little Manfred (2011)
- Outlaw (2012)
- Sparrow (2012)
- A Medal for Leroy (2012)
- Listen to the Moon (2012)
Вслушай се в луната!, изд.: Фют, София (2017), прев. Мария Пипева
- An Eagle in the Snow (2015)
- The Fox and the Ghost King (2016)
- Toto (2017)
- Lucky Button (2017)
- Flamingo Boy (2018)
- The Snowman (2018)
- The Day the World Stopped Turning (2019)

### Серия „Боен кон“ (War Horse)
1. War Horse (1982)
Боен кон, изд. „Пергамент прес“ (2012), прев. Станимир Йотов
2. Farm Boy (1997)

### Серия „Фъстъчена ферма“ (Mudpuddle Farm)
1. Cock-A-doodle-do (2008)
2. Pigs Might Fly! (2008)
3. Hee-Haw Hooray (2017)

- Stories from Mudpuddle Farm (1994) – с Шу Райнър

### Сборници (частично)
- It Never Rained (1974)
- All Around the Year (1979) – поезия, с Тед Хюз
- The White Horse of Zennor (1982)
- Muck and Magic (1995)

### Пиеси
- The Voices of Children (2008)
- 946: The Amazing Story of Adolphus Tips (2016) – с Ема Райс

### Книжки с картинки
- The Giant's Necklace (1982)
- Gentle Giant (2003)
- Homecoming (2012)
Завръщане у дома, изд.: Фют, София (2015), прев. Екатерина Митренцева
- Meeting Cezanne (2013)
Среща със Сезан, изд.: Фют, София (2015), прев. Екатерина Митренцева
- Jack and the Beanstalk (2018)

### Документалистика
- Living Poets (1974) – с Клифърд Симънс
- The Storyteller (1976) – с Греъм Барет
- Such Stuff (2016)
- In the Mouth of the Wolf (2018)

### Екранизации
- 1982 Friend or Foe
- 1989 When the Whales Came
- 1992 My Friend Walter – ТВ филм
- 2011 Боен кон, War Horse
- 2012 Private Peaceful – продуцент
- 2014 National Theatre Live: War Horse
- 2018 Waiting for Anya

## Книги за писателя
- Interview with Michael Morpurgo (1999) – от Джоана Кари
- Michael Morpurgo: War Child to War Horse (2012) – от Маги Фъргюсън
- Dear Mr Morpingo: Inside the World of Michael Morpurgo (2004) – от Джеф Фокс
- Michael Morpurgo (2005) – от Шон Маккарти